# Лауб, Габриэль
Габриэ́ль Ла́уб (пол. Gabriel Laub; 24 октября 1928, Бохня, Польша — 3 февраля 1998, Гамбург, Германия) — писатель и журналист. Известен своими афоризмами.

## Биография
Родился в Польше, из-за еврейского происхождения, при вторжении в Польшу в начале Второй мировой войны, вместе с родителями бежал в СССР, но семья была на полтора года отправлена в Среднюю Азию (сейчас территория Узбекистана). С 1948 года в Чехословакии, работал журналистом и редактором. После Пражской весны в 1968 году эмигрировал в Германию, где писал на чешском и немецком языках.
Умер 3 февраля 1998 года в Гамбурге в возрасте 69 лет. Похоронен в Израиле.
«Компьютер имеет то преимущество перед мозгом, что им пользуются». - Габриэль Лауб.